# Alto Hospicio
Alto Hospicio, offiziell Comuna Multicultural de Alto Hospicio, ist eine Kommune der Region Tarapacá mit 133.264 Einwohnern (2019). Das Gemeindegebiet gehörte bis 2004 zur Stadt Iquique. Bei der Gegend um die Stadt handelt es sich um eine Küstenwüste.

## Geschichte
Die ersten Bewohner von Alto Hospicio waren die Mitglieder der indigenen Gruppe der Chango, die von der Küste her kamen. Sie kletterten 550 Meter von der Bucht von Ique Ique während des sogenannten Festes des Maultiers (Bajo Molle) hinauf und rasteten in der Pampa. Während der Inka-Zeit von Tupac Inca Yupanqui (1380–1410) begann die Ausbeutung der Silbervorkommen von Huantajaya, die sich etwa drei Meilen nordöstlich des Alto Hospicio Central Gefängnisses befinden. Die Ausbeutung des Silbers wurde bis zum Ende des achtzehnten Jahrhunderts fortgesetzt, als Basilio de la Fuente, ein prominenter Einwohner der Stadt San Lorenzo von Tarapacá, ein Vermögen machte und große Bewässerungsarbeiten finanzierte. Nach dem Salpeterkrieg war Alto Hospicio kaum mehr als eine trostlose Bahnhofssiedlung, in der nicht mehr als 100 Menschen lebten.
In den 1950er Jahren siedelten sich Gruppen von Aymara-Bauern in der Gegend an, die landwirtschaftliche Produkte aus dem Altiplano im Landesinneren mitbrachten. Sie errichteten bescheidene Parzellen für den kleinen Gartenbau und die Landwirtschaft (sowohl Ackerbau als auch Viehzucht). Der wirtschaftliche Boom, den Iquique Mitte der 1990er Jahre erlebte, führte zu einer Bevölkerungsexplosion in Alto Hospicio. Von einer Kleinstadt mit etwa 2000 Einwohnern Anfang der 1990er Jahre wurde es zu einer Großstadt mit über 100.000 Einwohnern. Obwohl ursprünglich Teil von Iquique, wurde Alto Hospicio am 12. April 2004 als eigene Gemeinde gegründet, als das Gesetz Nr. 19943 unter Präsident Ricardo Lagos Escobar verabschiedet wurde.

## Demografie
Vorläufige Ergebnisse der Volkszählung 2012 zeigen eine Einwohnerzahl von 94.254 in Alto Hospicio. Laut der Volkszählung 2002 des Instituto Nacional de Estadística de Chile hatte Alto Hospicio 50.215 Einwohner. Davon lebten 99,995 % in städtischen Gebieten außerhalb von Iquique und nur 0,0005 % in ländlichen Gebieten in der wüstenartigen Umgebung. Alto Hospicio weist ein schnelles Bevölkerungswachstum auf.

## Umweltprobleme
Bei Alto Hospicio ist ein Altkleider-Abfallberg entstanden, der rasant weiter wächst. Bis zu 20 Tonnen alter Kleider landen dort pro Tag.

## Persönlichkeiten
- Álvaro Ramos (* 1992), Fußballspieler